# Glúcid

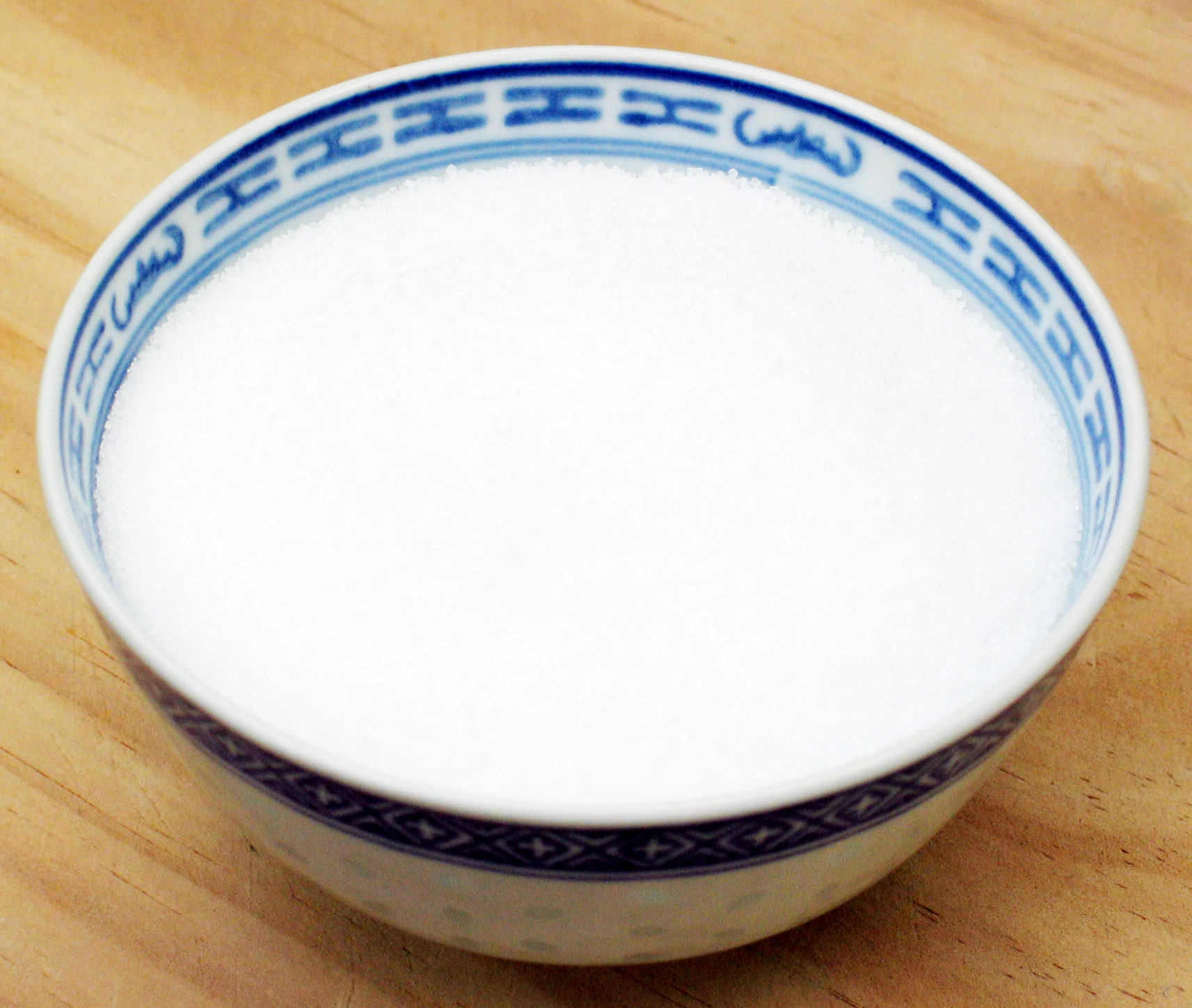
El sucre és un aliment ric en glúcids

Els glúcids són biomolècules orgàniques formades per carboni, hidrogen i oxigen que contenen grups funcionals carbonil (aldehid o cetona) i molts grups hidroxil (-OH). Els monòmers bàsics dels glúcids són els monosacàrids, de fórmula empírica CnH2nOn, és a dir (CH₂O)n, per la qual cosa es va suposar que eren àtoms de carboni units a molècules d'aigua, o "carboni hidratat" d'on es va derivar el seu primer nom, hidrats de carboni o carbohidrat. Però aquest model no és pas vàlid per a tots els glúcids, que en certs casos contenen àtoms de nitrogen o de fòsfor (per exemple).
Els elements hidrogen i oxigen, es troben en els glúcids en la mateixa proporció que en l'aigua, i d'aquí en ve el seu nom d'hidrats de carboni, encara que la seva composició i les seves propietats no corresponguin en absolut amb aquesta definició. Malgrat que des fa temps se sap que això no és cert, se segueixen utilitzant els termes d'hidrat de carboni i carbohidrat per a designar-los (sobretot en dietètica) de forma, si més no, inexacta. La realitat és que els monosacàrids estan formats per una curta cadena de carbonis (de tres a set), un dels quals duu un grup carbonil i la resta grups hidroxil (-OH) i àtoms d'hidrogen. Diversos monosacàrids es poden unir per formar oligosacàrids (de dos a deu monosacàrids) i polisacàrids; més de deu i, sovint, milers de polisacàrids.
Els glúcids formen part, amb les proteïnes i els lípids, dels constituents essencials dels éssers vius i de la seva nutrició, atès que són un dels principals intermediaris biològics d'emmagatzematge i de consum d'energia. En els organismes autòtrofs, com les plantes, els sucres es converteixen en midó per emmagatzemar. En els organismes heteròtrofs, com els animals, els glúcids s'emmagatzemen en forma de glucogen després s'utilitzaran com a font d'energia en les reaccions metabòliques; la seva oxidació després de la digestió dels glúcids aporta al voltant de 17 kJ/g segons s'ha comprovat amb la bomba calorimètrica.
Els glúcids realitzen nombroses funcions en els éssers vius. Els polisacàrids serveixen per a l'emmagatzematge d'energia (per exemple, el midó i el glucogen) i com a components estructurals (per exemple, la cel·lulosa en les plantes i la quitina en els artròpodes); la cel·lulosa s'ha afirmat que és la molècula orgànica més abundant de la terra. La ribosa, un monosacàrid de cinc carbonis, és un component important dels coenzims (per exemple, l'ATP, FAD i NAD) i de la "columna vertebral" de la molècula genètica anomenada ARN. I la desoxiribosa, relacionada amb la ribosa, és un component de l'ADN. Els sacàrids i els seus derivats inclouen moltes altres biomolècules importants que tenen un paper clau en el sistema immunitari, la fertilització, la prevenció de la patogènesi, coagulació de la sang, i el desenvolupament.

## Nomenclatura i sinonímia
Al voltant del concepte de glúcid hi ha diferents denominacions que és pertinent de presentar: 
- Glúcid. Aquest nom prové del fet que es poden considerar derivats de la glucosa per un procés de polimerització i pèrdua d'aigua. El vocable procedeix del grec glycýs, que significa dolç.
- Sucre. Aquest terme només pot aplicar-se en el cas de monosacàrids (aldosa i cetosa) i oligosacàrids menors (disacàrids). En general, els monosacàrids i disacàrids, que són més petits, és a dir, que tenen un pes molecular inferior, es coneixen comunament com a sucres.[3] En singular, sucre, s'utilitza per referir-se a la sacarosa o sucre de taula.
- Sacarosa. Paraula que prové del grec σάκχαρον, que significa "sucre". És l'arrel principal dels glúcids més fonamentals (monosacàrids, disacàrids, polisacàrids i oligosacàrids).
- Carbohidrat o hidrat de carboni. Hi ha hagut intents per substituir o deixar d'utilitzar el terme d'hidrats de carboni. Des de l'any 1996 el Comitè Conjunt de la Unió Internacional de Química Pura i Aplicada (International Union of Pure and Applied Chemistry)[4] i la Unió Internacional de Bioquímica i Biologia Molecular (International Union of Biochemistry and Molecular Biology) recomanen el terme "carbohidrat" i desaconsellen l'ús del nom "hidrats de carboni". Val a dir que els termes "hidrat de carboni" o "carbohidrat" són poc apropiats, ja que aquestes molècules no són àtoms de carboni hidratats, és a dir, enllaçats a molècules d'aigua, sinó que consten d'àtoms de carboni units a altres grups funcionals. Aquest nom prové de la nomenclatura química del segle xix, ja que les primeres substàncies aïllades responien a la fórmula elemental Cn(H₂O)n (on "n" és un nombre enter = 1,2,3 ... segons el nombre d'àtoms). D'aquí que el terme "carboni-hidratat" s'hagi mantingut, si bé posteriorment es va veure que altres molècules amb les mateixes característiques químiques no es corresponen amb aquesta fórmula. A més, els textos científics anglosaxons encara segueixen anomenant-los carbohydrates la qual cosa indueix a pensar que aquest és el seu nom correcte. De la mateixa manera, en dietètica, s'usa amb més freqüència la denominació de carbohidrats.

### Categories
Els glúcids es reparteixen habitualment entre oses (monosacàrids com és la glucosa, la galactosa o la fructosa) i òsids, que són els polímers d'oses (oligosacàrids i polisacàrids). Els disacàrids (diholòsids), com la sacarosa o la lactosa, formen part d'aquesta darrera categoria. Però només els monosacàrids i disacàrids tenen un poder endolcidor o edulcorant. Els polisacàrids com el midó són insípids
- Les oses (sucres simples) són molècules simples no hidrolitzables, que formen cristalls.
  - Les aldoses són glúcids que tenen una funció aldehid sobre el primer carboni.
  - Les cetoses són glúcids que tenen una funció cetona sobre el segon carboni.
- Els òsids (sucres complexos), hidrolitzables són polímers d'oses amb un enllaç osídic :
  - Els holòsids són els polímers exclusivament d'oses ;
    - Els oligoholòsids (oligòsids) tenen un índex de polimerització inferior a 10 ;
    - Els poliholòsids (poliòsids) amb un índex de polimeritació superior a 10 (exemple : amilosa, amilopectina, cel·lulosa, glucogen).
    - Els homopoliòsids són els glúcids on la hidròlisi dona un sol tipus d'oses.
    - Els heteropoliòsids són els glúcids on la hidròlisi no dona pas un sol tipus d'oses.

  - Els heteròsids són els polímers d'oses i de molècules no glucídiques:
    - Els O-heteròsid on una funció Alcohol (-OH) de l'aglucona participa en l'enllaç osídic;
    - Els N-heteròsid on una funció amina (-N=) de l'aglucona participa en l'enllaç osídic;
    - Les S-hétérosides on una funció tiol (-SH) de l'aglucona participa en l'enllaç osídic.

## Estructura
Formalment, en química, el nom de "carbohidrat" s'ha utilitzat per denominar qualsevol compost que presenta la fórmula Cm(H₂O)n. Arran d'aquesta definició, alguns químics consideren el formaldehid CH₂O com el més simple dels carbohidrats, mentre que d'altres afirmen que ho és el gliceraldehid. Avui en dia el terme s'entén, en general, en el sentit que es dona en bioquímica, i s'exclouen els compostos amb només un o dos àtoms de carboni.
Els sacàrids naturals són generalment constituïts per uns carbohidrats simples anomenats monosacàrids, que presenten la fórmula general (CH₂O)n, on "n" pot ser un nombre enter de tres en endavant. Un monosacàrid té la típica estructura d'H-(CHOH)x(C=O)-(CHOH)y-H, és a dir, un aldehid o una cetona amb molts grups hidroxil afegits, en general una a cada àtom de carboni, i que no forma part de l'aldehid o grup funcional cetona. Alguns exemples de monosacàrids són la glucosa, la fructosa i el gliceraldehid. Això no obstant, algunes substàncies biològiques que habitualment es consideren "monosacàrids" no s'ajusten a aquesta fórmula (per exemple, els àcids urònics i desoxi-sucres com la fucosa), i d'altres substàncies que sí que s'ajusten a aquesta fórmula, però que no són considerades com a monosacàrids; per exemple, el formaldehid CH₂O i l'inositol (CH₂O)₆).
La forma de cadena oberta d'un monosacàrid sovint coexisteix amb una forma d'anell tancat, on el grup carbonil d'aldehid/cetona (C = O) i el grup hidroxil (-OH) reaccionen formant un hemiacetal amb un nou pont C-O-C. Els monosacàrids poden quedar units entre si, i donen lloc als anomenats polisacàrids (o oligosacàrids) que existeixen en una gran varietat de formes. Molts carbohidrats contenen una o més unitats de monosacàrids modificats que han tingut un o més grups substituïts o eliminats. Per exemple, la desoxiribosa, un component de l'ADN, és una versió modificada de la ribosa. La quitina està formada per unitats repetides de N-acetilglucosamina, una forma nitrogenada de glucosa.

## Monosacàrids

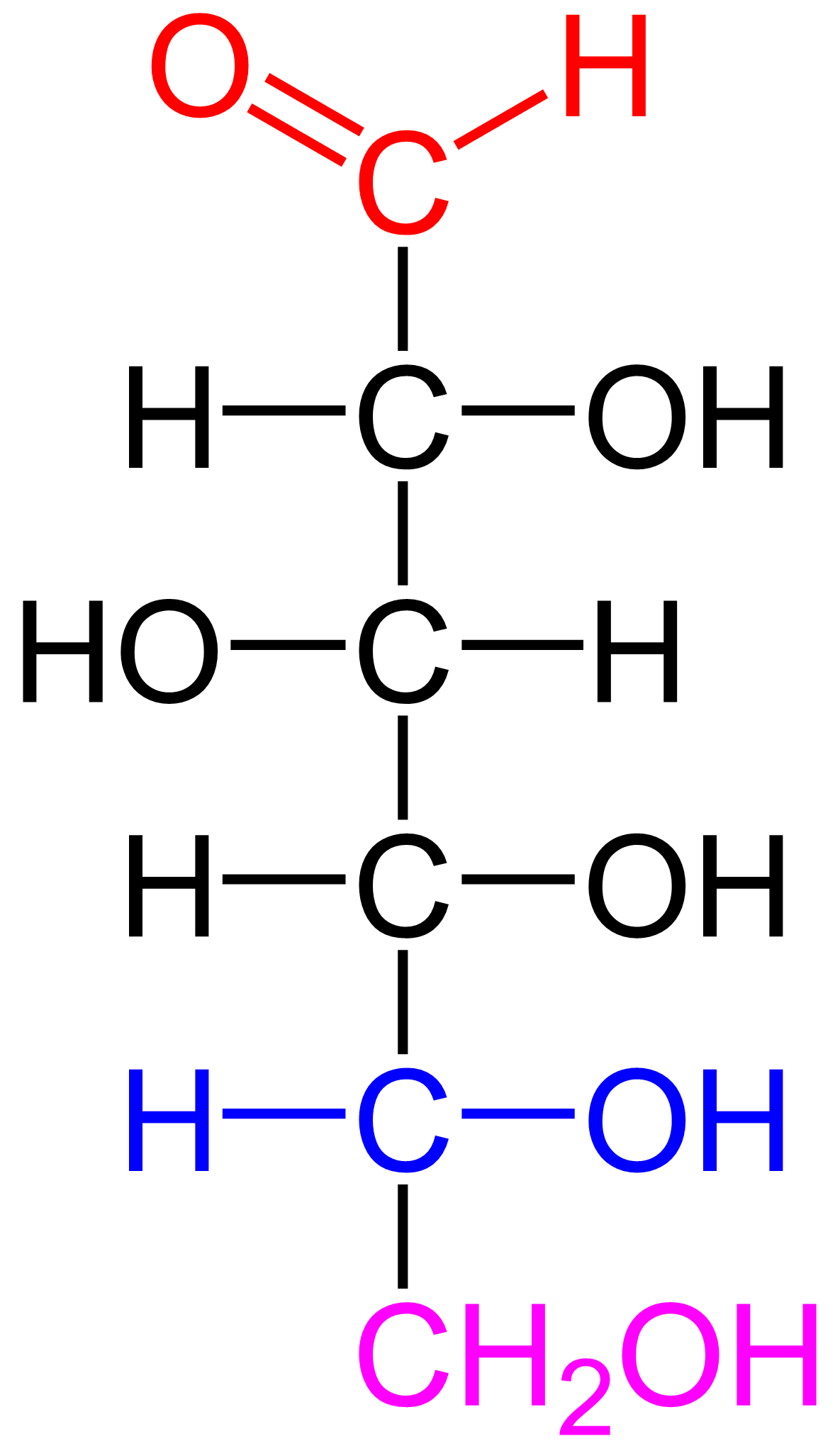
La D-glucosa és una aldohexosa amb la fórmula (C·H₂O)₆. Els àtoms vermells indiquen el grup aldehid, i els àtoms blaus, el centre asimètric situat més lluny de l'aldehid; com que aquest -OH es troba a la dreta de la projecció de Fischer, es tracta d'un sucre D.

Els monosacàrids són els glúcids més simples pel fet que no poden ser hidrolitzats en carbohidrats més petits. La fórmula química general d'un monosacàrid no modificat és (CH₂O)n, on n és un nombre equivalent o superior a 3 i el seu límit és de 7 carbonis. Els glúcids més simples, els monosacàrids, estan formats per una sola molècula, i no poden ser hidrolitzats en glúcids més petits. Els monosacàrids tenen sempre un grup carbonil en un dels seus àtoms de carboni i grups hidroxil en la resta; per aquest motiu poden considerats uns polialcohols.
Els monosacàrids es classifiquen d'acord amb tres característiques diferents: la posició del grup carbonil, el nombre d'àtoms de carboni que conté i la seva quiralitat. Si el grup carbonil és un aldehid, el monosacàrid és una aldosa; si el grup carbonil és una cetona, el monosacàrid és una cetosa. Els monosacàrids més petits són els que tenen tres àtoms de carboni, i s'anomenen trioses; aquells que tenen quatre àtoms s'anomenen tetroses; el que en tenen cinc, pentoses, els de sis hexoses, i així successivament. Els sistemes de classificació sovint són combinats; per exemple, la glucosa és una aldohexosa (un aldehid de sis àtoms de carboni), la ribosa és una aldopentosa (un aldehid de cinc àtoms de carboni) i la fructosa és una cetohexosa (una cetona de sis àtoms de carboni).
Cada àtom de carboni té un grup d'hidroxil (-OH), amb l'excepció del primer i l'últim carboni, tots són asimètrics, fent-los centres estèrics amb dues possibles configuracions cadascun (el-H i-OH poden estar a qualsevol costat de l'àtom de carboni). A causa d'aquesta asimetria, cada monosacàrid té un cert nombre d'isòmers. Per exemple l'aldohexosa D-glucosa, tenen la fórmula (CH₂O)₆, de la qual, exceptuant dos dels seus sis àtoms de carboni, tots són centres quirals, fent que la D-glucosa sigui un dels estereoisòmers possibles. En el cas del gliceraldehid, una aldotriosa, hi ha un parell de possibles esteroisòmers, els quals són enantiòmers i epímers (1,3-dihidroxiacetona, la cetosa corresponent, és una molècula simètrica que no posseeix centres quirals). La designació D o L és realitzada d'acord amb l'orientació del carboni asimètric més allunyats del grup carbonil: si el grup hidroxil està a la dreta de la molècula és un sucre D, si està a l'esquerra és un sucre L. Com els D sucres són els més comuns, normalment la lletra D és omesa.

### Classificació dels monosacàrids
Els anòmers α i β de la glucosa. Remarqueu la posició del carboni anomèric (vermell o verd) en relació al grup CH₂OH unit al carboni 5; o bé estan a costats oposats (α), o bé al mateix costat (β).
Els monosacàrids es classifiquen segons tres característiques diferents: la situació del seu grup carbonil, el nombre d'àtoms de carboni que contenen, i la seva quiralitat. Si el grup carbonil és un aldehid, el monosacàrid és una aldosa; si el grup carbonil és una cetona, el monosacàrid és una cetosa. Els monosacàrids amb tres àtoms de carboni s'anomenen trioses, els que en tenen quatre tetroses, els que en tenen cinc pentoses, els que en tenen sis hexoses, etc. Sovint es combinen ambdós sistemes de classificació. Per exemple, la glucosa és una aldohexosa (un aldehid amb sis carbonis), la ribosa és una aldopentosa (un aldehid amb cinc carbonis) i la fructosa és una cetohexosa (una cetona amb sis carbonis).

### Ciclació

Ciclació de la glucosa

El grup aldehid o cetona en una cadena lineal oberta d'un monosacàrid reaccionarà de manera reversible amb el grup hidroxil sobre un àtom de carboni diferent en la mateixa molècula per formar un hemiacetal o hemicetal, formant un anell heterocíclic, amb un pont d'oxigen entre els dos àtoms de carboni. Els anells amb cinc i sis àtoms són anomenats formes furanosa i piranosa respectivament i existeixen en equilibri amb la cadena lineal oberta.
Durant la conversió de la forma lineal oberta a la forma cíclica, l'àtom de carboni que conté l'oxigen carbonil, anomenat el carboni anomèric, es transforma en un centre quiral amb dos possibles configuracions: l'àtom d'oxigen pot prendre una posició a dalt o a baix del pla de l'anell. El parell d'estereoisòmers resultants són anomenats anòmers. Al α-anòmer, el-OH substituent sobre el carboni anomèric es troba en el costat oposat de l'anell (posició trans) a la cadena CH₂OH. La forma alternativa, en la qual el substituent CH₂OH i el grup hidroxil sobre el carboni anomèric estan en el mateix costat (posició cis) del pla de l'anell, és anomenat β-anòmer. Com l'anell i la forma oberta es converteixen entre elles, ambdós anòmers existeixen en equilibri.

### Ús en cèl·lules
Els monosacàrids són la principal font de combustible per al metabolisme, i es fan servir tant com una font d'energia (la glucosa és la més important de la biosfera) i en biosíntesi. Quan els monosacàrids no són necessitats per a les cèl·lules són ràpidament convertits en una altra forma, com ara els polisacàrids. Quan són metabolitzats per la microflora resident a la cavitat oral, coneguda com a biopel·lícula, els monosacàrids i disacàrids, particularment la sacarosa, són els principals responsables de l'aparició de la càries dental.

## Disacàrids

Lactosa

Els disacàrids són glúcids formats per dues molècules de monosacàrids i, per tant, a l'hidrolitzar-se es produeixen dos monosacàrids lliures. Els dos monosacàrids s'uneixen mitjançant un enllaç covalent conegut com a enllaç glicosídic, després d'una reacció de deshidratació que implica la pèrdua d'un àtom d'hidrogen en un monosacàrid i un grup hidroxil en l'altre monosacàrid, amb la consegüent formació d'una molècula d'H₂O, de manera que la fórmula dels disacàrids no modificats és {\displaystyle {\ce {C12H22O11}}}.
La sacarosa és el disacàrid més abundant i la principal forma en la qual els glúcids són transportats en l'interior de les plantes. Està compost d'una molècula de glucosa i una molècula de fructosa. El nom sistemàtic de la sacarosa, O-α-D-glucopiranosil-(1 → 2) - β-D-fructofuranosa, indica quatre coses:
- Els seus monosacàrids (glucosa i fructosa).
- La disposició de les molècules en l'espai. La glucosa adopta la forma piranosa i la fructosa la forma furanosa.
- La unió dels monosacàrids. El carboni anomèric u (C1) d'α-glucosa està enllaçat en alfa al C2 de la fructosa, formant 2-O-(alfa-D-glucopiranosil)-beta-D-fructofuranosa i alliberant una molècula d'aigua.
- El sufix -òsid indica que el carboni anomèric de tots dos monosacàrids participen en l'enllaç glicosídic.

La lactosa, un disacàrid format per una molècula de galactosa i una molècula de glucosa, serà present naturalment només en la llet. El nom sistemàtic per a la lactosa és O-β-D-galactopiranosil-(1 → 4)-D-glucopiranosa. Altre disacàrid destacables són la maltosa (dos glucosa enllaçades α-1, 4) i la celobiosa (dues glucosa enllaçades β-1, 4).

## Oligosacàrids
Els oligosacàrids estan composts típicament per entre dues i deu molècules de monosacàrids que en hidrolitzar-se s'alliberen. Això no obstant, la definició de com ha de ser de llarg un glúcid per a ser considerat un oligosacàrid o un polisacàrid varia segons els autors. Segons el nombre de monosacàrids de la cadena s'obtenen els trisacàrids (com la rafinosa), els tetrasacàrids (estaquiosa), els pentasacàrids, etc.
Els oligosacàrids es troben amb freqüència units a proteïnes, formant les glicoproteïnes, com una forma comuna de modificació després de la síntesi proteica. Aquestes modificacions posteriors a la traducció inclouen els oligosacàrids de Lewis –responsables de les incompatibilitats dels grups sanguinis–, l'epítop alfa-Gal responsable del rebuig hiperagut en xenotrasplantament i modificacions O-GlcNAc.

## Polisacàrids
Els polisacàrids són cadenes, ramificades o no, de més de deu monosacàrids, resulten de la condensació de moltes molècules de monosacàrids amb la pèrdua de diverses molècules d'aigua. La seva fórmula empírica és: (C₆ H10 O₅)n. Els polisacàrids representen una classe important de polímers biològic i la seva funció en els organismes vius està relacionada usualment amb estructura o emmagatzematge. El midó és utilitzat com una forma d'emmagatzemar monosacàrids en les plantes, i trobat en la forma d'amilosa i l'amilopectina (ramificada). En animals, s'usa el glucogen en lloc de midó que és estructuralment similar però més densament ramificat. Les propietats del glicogen li permeten ser metabolitzat més ràpidament, la qual cosa s'ajusta a la vida activa dels animals amb locomoció.
La cel·lulosa i la quitina són exemples de polisacàrids estructurals. La cel·lulosa és utilitzada en la paret cel·lular de plantes i altres organismes i és la molècula més abundant sobre la terra. La quitina té una estructura similar a la cel·lulosa, però té nitrogen en les seves branques incrementant així la seva força. Es troba en els exoesquelets dels artròpodes i en les parets cel·lulars de molts fongs. Té diversos d'usos, per exemple en fils per a sutura quirúrgica. Altres polisacàrids inclouen la callosa, la làmina, la farina, el xilans i la galactomanosa.

## Fisiologia
|  | Vegeu Cicle de Krebs per a la producció d'ATP |

La principal funció del glúcids és aportar energia a l'organisme. De tots els nutrients que puguin ser utilitzats per obtenir energia, els glúcids són els que produeixen una combustió més neta dins les nostres cèl·lules i les que deixen menys residus en l'organisme. De fet, el cervell i el sistema nerviós només utilitzen glucosa per obtenir energia. D'aquesta manera, s'impedeix la presència de residus tòxics (com l'amoníac, que és el resultat de cremar proteïnes) i el contacte d'aquests amb les delicades cèl·lules del teixit nerviós.
Una part molt petita dels hidrats de carboni que ingerim es fa servir en la construcció de les molècules més complexes, juntament amb els greixos i les proteïnes, que llavors s'incorporaran als nostres òrgans. També utilitzem una porció d'aquests carbohidrats per aconseguir metabolitzar de forma menys tòxica les proteïnes i greixos que es fan servir com a font d'energia.

### Metabolisme dels glúcids
En el metabolisme dels glúcids hi ha diversos processos bioquímics que són els responsables de la formació, degradació i interconversió dels glúcids en els organismes vius.
El glúcid més important és la glucosa, que és un monosacàrid que es metabolitza en pràcticament tots els organismes vius coneguts. La glucosa i altres carbohidrats són part d'una àmplia varietat de vies metabòliques en les espècies: Les plantes sintetitzen glúcids dels gasos atmosfèrics per la via de la fotosíntesi emmagatzemant internament l'energia absorbida, sovint en la forma de midó o lípids. Els components vegetals són menjats per animals i fongs i utilitzats com combustible per la respiració cel·lular. L'oxidació d'un gram de glúcids proporciona aproximadament 4 quilocalories d'energia química i la provinent dels lípids unes 9 kcal. L'energia obtinguda de la metabolització (per exemple de l'oxidació de la glucosa) normalment s'emmagatzema temporalment dins les cèl·lules en la forma d'ATP. Els organismes capaços de fer la respiració aeròbica metabolitzen la glucosa i l'oxigen per alliberar energia amb el diòxid de carboni i l'aigua com a subproductes.
Els animals emmagatzemen bàsicament triacilglicerols (lípids). Al contrari que els glúcids, els lípids serveixen per emmagatzemar i obtenir energia a més llarg termini. També emmagatzemen certa quantitat de glucogen, sobretot en el múscul i en el fetge. Encara que molts teixits i òrgans animals poden utilitzar indistintament els glúcids i els lípids com a font d'energia, altres, principalment els eritròcits i el teixit nerviós (cervell), no poden catabolitzar els lípids i han de ser contínuament proveïts amb glucosa. Els glúcids inclouen els complexos i els simples. Els simples (monosacàrids) poden ser degradats directament en les cèl·lules. Els carbohidrats complexos com la sacarosa (un disacàrid) es metabolitza en l'intestí per part d'enzims específics que trenquen la cadena dels glúcids complexos i allibereb glúcids simples. El midó és un polímer compost per unitats de glucosa i es degrada cap a glucosa. La cel·lulosa és una forma de glúcid però els mamífers no la poden digerir perquè els manquen els enzims per a fer-ho. Alguns bacteris que viuen en animals remugants, com les vaques, permeten que aquests mamífers puguin digerir la cel·lulosa dels vegetals que es mengen. Per això existeixen els animals herbívors.
Els glúcids són un combustible superior a llarg termini per als organismes perquè són més senzills de metabolitzar que els greixos o aquelles parts dels aminoàcids de les proteïnes que s'usen com a combustible. En els animals el nivell del glúcid glucosa es fa servir per al principal control de l'hormona metabòlica central insulina El midó i la cel·lulosa en uns pocs organismes (per exemple, tèrmits, remugants, i alguns bacteris), són desassamblats durant la digestió i absorbits com glucosa. Alguns monosacàrids tenen les seves pròpies vies d'oxidació enzimàtica i només uns pocs dels glúcids complexos les tenen. Al disacàrid lactosa, per exemple, li cal l'enzim lactasa per degradar-la en els seus monosacàrids que la componen; en molt animals manca aquest enzim quan arriben a ser adults.
Els glúcids típicament s'emmagatzemen com a llargs polímers de molècules de glucosa amb enllaç glucosídic per al suport estructural o per emmagatzemar energia. Tanmateix la forta afinitat de la majoria dels glúcids amb l'aigua fa l'emmagatzematge de grans quantitats de glúcids ineficient pel gran pes molecular del complex solvatat aigua-glúcid. En la gran majoria dels organismes l'excés de glúcids es catabolitza regularment per formar acetil-CoA, que alimenta la via de síntesi d'àcids grassos; Els àcids grassos, els triacilglicerols, i altres lípids són comunament utilitzats per l'emmagatzematge a llarg termini. El caràcter hidròfob dels lípids fan d'ells una forma més compacta d'emmagatzemar energia que els glúcids que són hidròfils. Tanmateix els animals, amb els humans inclosos, no tenen la necessària maquinària enzimàtica i no poden sintetitzar la glucosa dels lípids.
En el tub digestiu dels polisacàrids de la dieta (bàsicament midó) són hidrolitzats per les glucosidases dels sucs digestius, rendint monosacàrids, que són els productes digestius finals; aquests són absorbits per les cèl·lules de l'epiteli intestinal i ingressen al fetge a través de la circulació portal, on, al voltant del 60%, són metabolitzats. En el fetge, la glucosa també es pot transformar en lípids que es transporten posteriorment al teixit adipós.
El múscul és un teixit en què la fermentació representa una ruta metabòlica molt important, ja que les cèl·lules musculars poden viure durant llargs períodes en ambients amb baixa concentració d'oxigen. Quan aquestes cèl·lules estan treballant activament, el seu requeriment d'energia excedeix la seva capacitat de continuar amb el metabolisme oxidatiu dels hidrats de carboni, ja que la velocitat d'aquesta oxidació està limitada per la velocitat a la qual l'oxigen pot ser renovat a la sang. El múscul, al contrari que altres teixits, produeix grans quantitats de lactat que s'aboca a la sang i retorna al fetge per ser transformat en glucosa.
Per tant, les principals rutes metabòliques dels glúcids són:
- fixació del carboni, o fotosíntesi, en la qual el CO₂ es redueix a glúcid.
- Glucòlisi - metabolisme d'oxidació de les molècules de glucosa per obtenir ATP i piruvat
  - El piruvat de la glucòlisi entra dins el cicle de Krebs, en els organismes aerobis després de desplaçar-se pel complex del piruvat deshidrogenasa.
- La via de la pentosa fosfat, que actua en la conversió de l'hexosa a pentosa i en la regeneració del NADPH.
- Glucogènesi - la conversió de l'excés de glucosa en glucogen això evita una excessiva pressió osmòtica dins la cèl·lula
- Glucogenòlisi - la degradació del glucogen a glucosa.
- Gluconeogènesi -síntesi de novo de molècules de glucosa a partir de compostos orgànics senzills, un exemple en els humans és la conversió d'uns pocs aminoàcids a glucosa.

L'ús metabòlic de la glucosa és molt important com a font d'energia per a les cèl·lules musculars i del cervell i en els glòbuls vermells (eritròcits).

#### Glucoregulació
La glucoregulació és el manteniment de nivells constants de glucosa en el cos; és una part de l'homeostasi, i això manté un medi interior constant al voltant de les cèl·lules del cos.
Pràcticament la totalitat dels glúcids que consumim són transformats en glucosa i absorbits per l'intestí. Posteriorment, passen al fetge on són transformats en glucogen, que és la substància de reserva d'energia per a ser utilitzada en els períodes en què no hi ha glucosa disponible. Segons cal, el glucogen es converteix en glucosa, que passa a la sang per ser utilitzada als diferents teixits de l'organisme. També s'emmagatzema glucogen als músculs, però aquesta reserva d'energia només es fa servir per a produir energia en el mateix múscul davant situacions que requereixen una ràpida i intensa activitat muscular.
L'hormona insulina és el regulador bàsic en animals cosa que suggereix que aquest mecanisme bàsic és molt antic i molt central en la vida animal. Quan és present, causa que molts teixits cel·lulars capturin glucosa de la circulació, fa que algunes cèl·lules emmagatzemin glucosa internament en la forma de glucogen, fa que algunes cèl·lules prenguin i mantinguin lípids, i en molts casos també controla els equilibris electrolítics cel·lulars i l'absorció d'aminoàcids. La seva absència interromp la captació de glucosa a les cèl·lules, inverteix la configuració dels electròlits, inicia la degradació del glucogen i l'alliberament de glucosa a la circulació per algunes cèl·lules, s'inicia l'alliberament de lípids a partir de cèl·lules d'emmagatzematge de lípids, etc. El nivell de la glucosa en circulació (conegut informalment com el "sucre de la sang") és el senyal més important per a les cèl·lules productores d'insulina. Degut al fet que el nivell de la glucosa circulant està en gran manera determinat per la ingestió de glúcids en la dieta, aquesta última controla els aspectes principals del metabolisme via la insulina. En els humans, la insulina es fa per cèl·lules beta en el pàncrees, el greix s'emmagatzema en el teixit adipós i el glucogen a la vegada s'emmagatzema i s'allibera segons les necessitats per les cèl·lules del fetge. Independentment dels nivells d'insulina, la glucosa no és alliberada a la sang a partir de les reserves de glucogen internes de les cèl·lules musculars.
El glucogen s'emmagatzema fins a arribar a la quantitat màxima d'uns 100 grams al fetge i un 200 grams en els músculs. Si s'arriba a aquest límit, l'excés de glucosa a la sang es transforma en greix i s'acumula en el teixit adipós com a reserva energètica a llarg termini.
Tots els processos metabòlics en els quals intervenen els glúcids estan controlats pel sistema nerviós central, que a través de la insulina retira la glucosa de la sang quan la seva concentració és massa alta.
D'altra banda, l'hormona glucagó té els efectes oposats als de la insulina, forçant la conversió del glucogen dins les cèl·lules del fetge a glucosa, la qual s'allibera a la sang. Les cèl·lules musculars, tanmateix, manquen de la capacitat d'exportar glucosa a la sang. L'alliberament de glucagó es precipita pels baixos nivells de glucosa en la sang. Altres hormones, especialment l'hormona del creixement, cortisol, i certes catecolamines (com l'epineferina) tenen accions glucoreguladores similars a la del glucagó.

#### Malalties humanes del metabolisme dels glúcids
- Diabetis mellitus, per la qual els diabètics no poden utilitzar ni retirar la glucosa de la sang, per tant, cauen fàcilment en estats de desnutrició cel·lular i estan exposats a múltiples infeccions.
- Intolerància a la lactosa
- Intolerància a la fructosa
- Galactosèmia
- Malaltia de l'emmagatzematge de glucogen

## Nutrició
Quan prenem qualsevol aliment ric en glúcids, els nivells de glucosa en la sang s'incrementen. La velocitat a la que se digereixen i assimilen els diferents aliments depèn del tipus de nutrient que els componen, de la quantitat de fibra de l'aliment i de la composició de la resta d'aliments presents en l'estómac i l'intestí durant la digestió. Per valorar aquests aspectes de la digestió s'ha definit l'índex glucèmic d'un aliment com la relació entre l'àrea de la corba de l'absorció de 50 grams de glucosa pura al llarg del temps.
Pel que fa a les necessitats diàries de glúcids, els glúcids han d'aportar entre un 50% i un 60% de les calories de la dieta i entre aquests, un 10% han de ser sucres d'absorció ràpida. Seria possible viure durant mesos sense prendre hidrats de carboni, però es recomana una quantitat mínima d'uns 100 grams diaris. La quantitat màxima de carbohidrats que podem ingerir només està limitat pel seu valor calòric (un gram de glúcids aporta 4 calories).

### Classificació dietètica del glúcids
Hi ha tres grups:
1. Els midons o fècules
2. Els sucres
3. La fibra

- Les fècules o midons. Els midons o fècules són components fonamentals de la dieta de l'home. Són presents en els cereals, els llegums, les patates, etc. Constitueixen els materials de reserva energètica dels vegetals, que emmagatzemen en els seus teixits o llavors amb l'objectiu de disposar d'energia en el moments crítics, com el de la germinació. Els midons estan formats per l'encadenament de molècules de glucosa, i els enzims que descomponen l'enllaç anomenat alfa amilasa, presents a la saliva i als fluids intestinals. Per poder digerir els midons, és necessari sotmetre'ls a un tractament amb calor previ a la seva ingesta (cocció, torrat, etc.). El midó cru no es digereix i produeix diarrea.
- Els sucres. Els sucres es caracteritzen pel seu gust dolç. Poden ser sucres senzills (monosacàrids) o complexos (polisacàrids). Són presents a la fruita (fructosa), a la llet (lactosa), al sucre blanc (sacarosa), a la mel (glucosa més fructosa)... Els sucres simples o monosacàrids, glucosa, fructosa i galactosa s'absorbeixen a l'intestí sense necessitat d'una digestió prèvia, per la qual cosa són una font d'energia molt ràpida. El més comú i abundant dels monosacàrids és la glucosa. És el principal nutrient de les cèl·lules del cos humà a les quals arriba a través de la sang. No sol trobar-se en els aliments en estat lliure, sinó que sol formar part de cadenes de midó o de disacàrids. Entre els sucres complexos o disacàrids destaca la sacarosa component (principal del sucre de canya) que està formada per una molècula de glucosa i una altra de fructosa.
- La fibra. La fibra és present en verdures, en fruites, en els fruits secs, els cereals integrals i en els llegums. Són polímers glucídics amb enllaços beta que els animals no podem hidrolitzar pel fet que no tenim els enzims específics. Per tant, els humans no som capaços de digerir-les bé i arriben a l'intestí gros sense assimilar-se. El component principal de la fibra que ingerim a la nostra dieta és la cel·lulosa. Altres components força habituals en la fibra dietètica són l'hemicel·lulosa, la lignina i les substàncies pèctiques com la pectina. Alguns tipus de fibra retenen diverses vegades el seu pes d'aigua. Això les engrandeix i fa que arrosseguin els residus que no podem expulsar perquè els moviments peristàltics del tub digestiu no poden abaixar-los. Per tant, i encara que la fibra no s'aprofiti per obtenir energia, és necessària la seva presència en una dieta equilibrada per a netejar el tub digestiu de substàncies nocives producte de la digestió.

## Aplicacions industrials
Els carbohidrats s'utilitzen per fabricar teixits, pel·lícules fotogràfiques, plàstics i altres productes. La cel·lulosa es pot convertir en raió de viscosa i productes de paper. El nitrat de cel·lulosa (nitrocel·lulosa) s'utilitza en pel·lícules de cinema, ciment, pólvora de cotó, cel·luloide i tipus similars de plàstics. El midó i la pectina, un agent cuallant, s'usen en la preparació d'aliments per a l'home i el bestiar. La goma aràbiga s'usa en medicaments demulcents. L'agar, un component d'alguns laxants, s'utilitza com a agent espessidor en els aliments i com a mitjà per al cultiu bacterià, també en la preparació de materials adhesius, d'encolatge i emulsions. L'hemicel·lulosa s'empra per a modificar el paper durant la seva fabricació. Els dextrans són polisacàrids utilitzats en medicina com expansors de volum del plasma sanguini per contrarestar les commocions agudes. Un altre hidrat de carboni, el sulfat d'heparina, és un anticoagulant de la sang.